# James Prinsep
James Prinsep (20 août 1799 - 22 avril 1840) est un érudit anglais, orientaliste et antiquaire. Il est le rédacteur fondateur du Journal de la Société asiatique du Bengale et est surtout connu pour avoir déchiffré les écritures kharosthi et brahmi de l'Inde ancienne. Il étudie, documente et illustre de nombreux aspects de la numismatique, de la métallurgie et de la météorologie en plus de poursuivre sa carrière en Inde en tant que maître d'essai à la Monnaie de Bénarès.

## Jeunesse
James Prinsep est le septième fils et le dixième enfant de John Prinsep (en) (1746–1830) et de sa femme, Sophia Elizabeth Auriol (1760–1850). John Prinsep va en Inde en 1771 avec presque pas d'argent et devient un planteur d'indigo prospère. Il retourne en Angleterre en 1787 avec une fortune de 40 000 £ et s'établit comme marchand des Indes orientales. Il déménage à Clifton en 1809 après avoir subi des pertes. Ses relations l'aident à trouver du travail pour tous ses fils et plusieurs membres de la famille Prinsep accèdent à des postes élevés en Inde. John Prinsep devient ensuite député. James étudie d'abord dans une école de Clifton dirigée par un certain M. Bullock, mais apprend davantage à la maison auprès de ses frères et sœurs aînés. Il montre un talent pour le dessin détaillé et l'invention mécanique, ce qui lui fait étudier l'architecture sous le doué mais excentrique Auguste Charles Pugin. Sa vue décline cependant en raison d'une infection et il ne peut pas se lancer dans une carrière dans l'architecture. Son père est informé d'une ouverture dans le département d'analyse de la Monnaie en Inde et l'envoie suivre une formation en chimie au Guy's Hospital et plus tard comme apprenti chez Robert Bingley, maître d'analyse à la Royal Mint de Londres (1818–19).

## Carrière en Inde

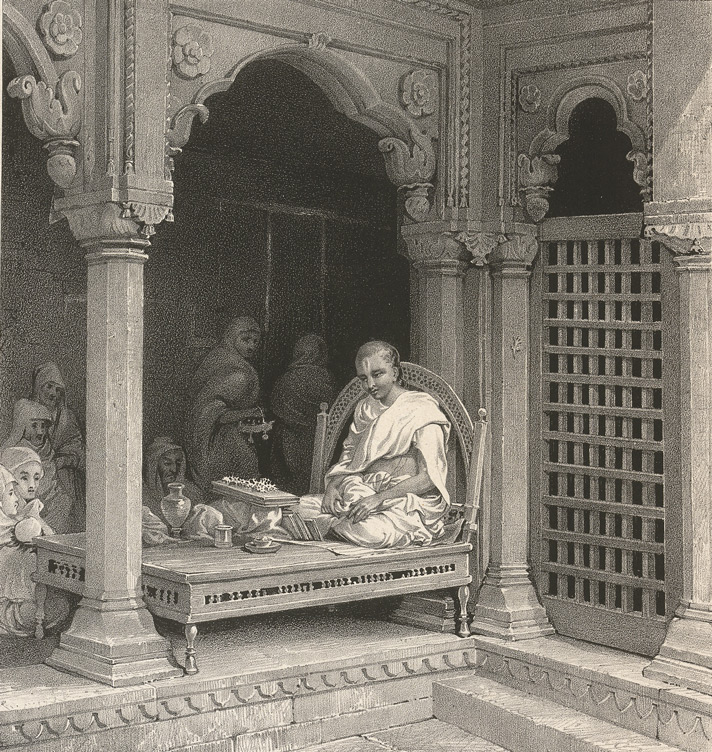
Un prédicateur exposant les Poorans. Dans le temple d'Unn Poorna, Bénarès. Lithographie de Prinsep (1835).

Prinsep trouve un poste de maître d'essai à la Monnaie de Calcutta et arrive à Calcutta avec son frère Henry Thoby le 15 septembre 1819. Moins d'un an après, il est envoyé par son supérieur, l'éminent orientaliste Horace Hayman Wilson, pour travailler comme maître d'essai à la Monnaie de Bénarès. Il reste à Bénarès jusqu'à la fermeture de cette Monnaie en 1830. Il retourne ensuite à Calcutta en tant que maître d'essai adjoint, et lorsque Wilson démissionne en 1832, il est nommé maître d'essai (prenant la place du candidat de Wilson à ce poste, James Atkinson) à la nouvelle monnaie d'argent conçue dans le style néo-grec par le major WN Forbes.
Son travail de maître d'essai l'amène à mener de nombreuses études scientifiques. Il travaille sur des moyens de mesurer avec précision les températures élevées dans les fours. La publication de sa technique dans les Philosophical Transactions de la Royal Society de Londres en 1828 conduit à son élection en tant que Fellow de la Royal Society. Il suggère la possibilité d'une mesure pyrométrique visuelle à l'aide d'une série calibrée de plaques de mica ainsi que l'utilisation de la dilatation thermique du platine, mais estime qu'une approche pratique consiste à utiliser des combinaisons calibrées d'alliages de platine, d'or et d'argent placés dans une coupelle ou un creuset et d'observer leur fonte. Il décrit également un pyromètre qui mesure l'expansion d'une petite quantité d'air contenue dans une ampoule en or. En 1833, il appelle à des réformes des poids et mesures indiens et préconise une monnaie uniforme basée sur la nouvelle roupie d'argent de la Compagnie des Indes orientales. Il conçoit également une balance si sensible qu'elle mesure trois millièmes de grain (≈ 0,19 mg).

### Architecture

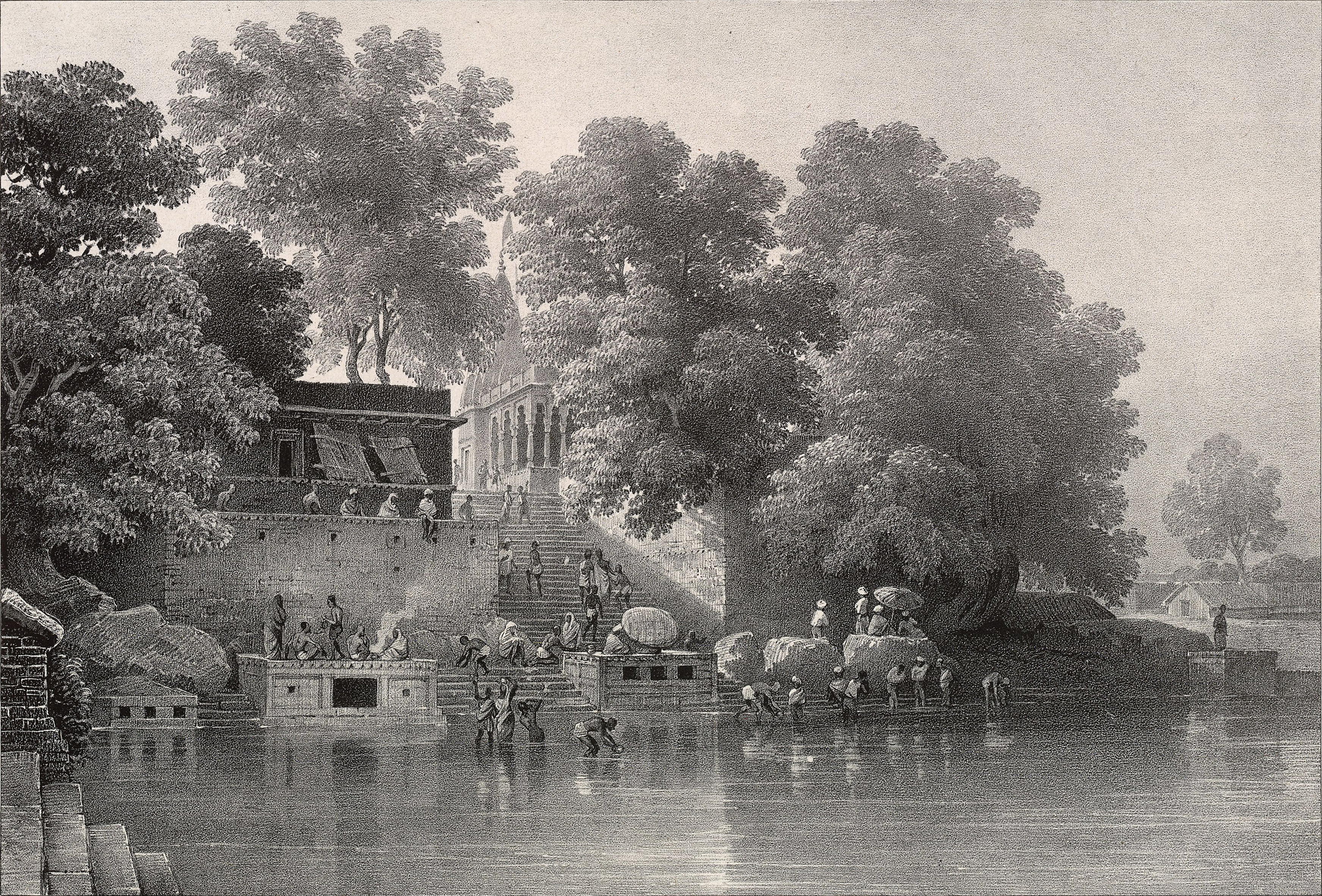
Lithographie de Kupuldhara Tulao, Bénarès par Prinsep (1834).

James Prinsep continue à s'intéresser à l'architecture à Bénarès. Retrouvant la vue, il étudie et illustre l'architecture des temples, conçoit le nouveau bâtiment de la Monnaie à Bénarès ainsi qu'une église. En 1822, il mène une étude de Bénarès et produit une carte précise à l'échelle de 8 pouces à un mile. Cette carte est lithographiée en Angleterre. Il peint également une série d'aquarelles de monuments et de festivités à Bénarès qui sont envoyées à Londres en 1829 et publiées entre 1830 et 1834 sous le titre Bénarès illustré, dans une série de dessins. Il aide à concevoir un tunnel voûté pour drainer les lacs stagnants et améliorer l'assainissement des zones densément peuplées de Bénarès et construit un pont de pierre sur la rivière Karamansa. Il aide à restaurer les minarets d'Aurangzeb qui sont au bord de l'effondrement. Lorsqu'il s'installe à Calcutta, il propose d'aider à achever un canal qui a été planifié par son frère Thomas mais laissé inachevé par la mort de ce dernier en 1830. Le canal de Thomas relie la rivière Hooghly aux branches du Gange plus à l'est.

### Société asiatique du Bengale

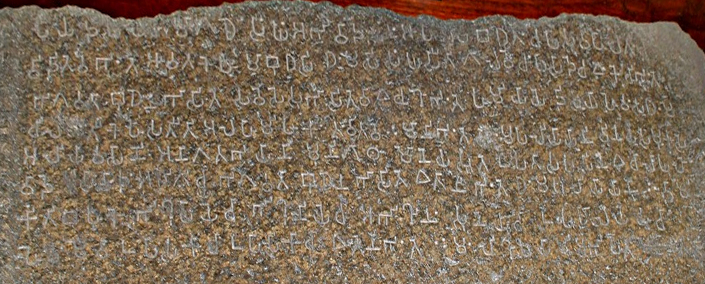
Inscription Bairat, sur laquelle Prinsep a travaillé pour déchiffrer l'écriture brahmi. Exposé à la Société asiatique. Voir plaque commémorative en l'honneur de James Prinsep.

En 1829, le capitaine James D. Herbert lance une série intitulée Gleanings in Science. Le capitaine Herbert, cependant, est nommé astronome du roi d'Oudh en 1830, laissant la rédaction en chef du journal à James Prinsep, qui en est lui-même le principal contributeur. En 1832, il succède à HH Wilson comme secrétaire de la Société asiatique du Bengale et suggère que la Société reprenne Gleanings in Science et produise le Journal of the Asiatic Society. Prinsep devient l'éditeur fondateur de cette revue et rédige des articles sur la chimie, la minéralogie, la numismatique et sur l'étude des antiquités indiennes. Il s'intéresse aussi beaucoup à la météorologie et à la tabulation des observations et à l'analyse des données météorologiques de partout au pays. Il travaille sur l'étalonnage d'instruments de mesure de l'humidité et de la pression atmosphérique. Il continue à éditer le journal jusqu'à sa maladie en 1838 qui le conduit à quitter l'Inde et par la suite à sa mort. Il illustre de nombreuses planches du journal.

### Numismate

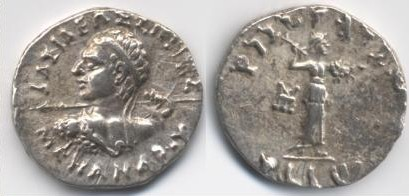
Prinsep a utilisé des pièces bilingues indo-grecques pour déchiffrer l'alphabet kharoshthi. Légendes avers et revers en grec Basileos Sotēros Menandroy et kharosthi Maharaja Tratasa Menandrasa : « Du Roi Sauveur Ménandre ».

Les pièces de monnaie sont le premier intérêt de Prinsep. Il interprète des pièces de monnaie de Bactriane et de Kushan ainsi que des pièces de la série indienne, notamment des pièces "poinçonnées" de la série Gupta. Prinsep suggère qu'il y a trois étapes; les pièces poinçonnées, les pièces frappées et les pièces moulées,. Prinsep rend également compte de la monnaie indigène poinçonnée notant qu'ils sont mieux connus dans l'est de l'Inde.

### Philologue de l'écriture brahmi

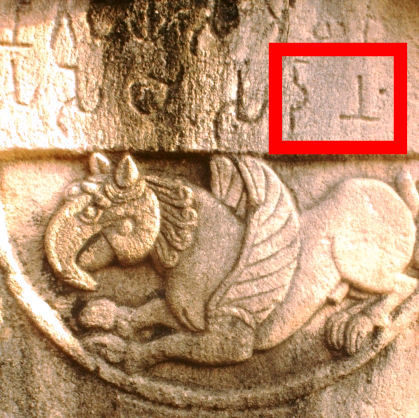
Les deux dernières lettres à la fin de ces inscriptions en brahmi ont été supposées former le mot dǎnam (« don »), qui apparaît à la fin de la plupart des inscriptions à Sanchi et Bharhut. Cette hypothèse a permis le déchiffrement complet de l'écriture brahmi par James Prinsep en 1837,,.

À la suite du travail de Prinsep en tant que rédacteur en chef du journal de la Société asiatique, des pièces de monnaie et des copies d'inscriptions lui sont transmises de toute l'Inde, pour être déchiffrées, traduites et publiées.
Les premières tentatives réussies de déchiffrement de Brahmi sont faites en 1836 par le savant norvégien Christian Lassen, qui utilise les pièces bilingues grec-brahmi des rois indo-grecs Agathocles et Pantaleon pour identifier correctement plusieurs lettres de Brahmi. La tâche est ensuite accomplie par Prinsep, qui peut identifier le reste des caractères de Brahmi, avec l'aide d'Alexander Cunningham.
Dans une série de résultats qu'il publie entre 1836 et 1838, Prinsep peut déchiffrer les inscriptions sur les édits rupestres trouvés autour de l'Inde. Les édits en écriture Brahmi mentionnent un roi Devanampriya Piyadasi que Prinsep suppose initialement être un roi sri-lankais. Il peut ensuite associer ce titre à Ashoka sur la base de l'écriture pali du Sri Lanka qui lui est communiquée par George Turnour,. Ces écritures sont trouvées sur les piliers de Delhi et d'Allahabad et sur des inscriptions rupestres des deux côtés de l'Inde, ainsi que l'écriture Kharosthi dans les pièces de monnaie et les inscriptions du nord-ouest. L'idée de Corpus Inscriptionum Indicarum, une collection d'épigraphie indienne, est suggérée pour la première fois par Prinsep et le travail est officiellement commencé par Sir Alexander Cunningham en 1877. Ses études sur les inscriptions contribuent à l'établissement de la date des dynasties indiennes sur la base de références à Antiochus et à d'autres Grecs. Les recherches et les écrits de Prinsep ne se limitent pas à l'Inde. Il se plonge également dans l'histoire des débuts de l'Afghanistan, produisant plusieurs ouvrages traitant des découvertes archéologiques dans ce pays. De nombreuses collections sont envoyées par Alexander Burnes. Après la mort de James Prinsep, son frère Henry Prinsep publie en 1844 un volume explorant le travail du numismate sur les collections provenant d'Afghanistan.

### Autres activités
Artiste et dessinateur talentueux, Prinsep réalise des croquis méticuleux de monuments antiques, d'astronomie, d'instruments, de fossiles et d'autres sujets. Il est également très intéressé par la compréhension de la météo. Il conçoit un baromètre modifié qui compense automatiquement la température. Il tient des registres météorologiques, en plus de fournir des baromètres aux volontaires et de résumer graphiquement les enregistrements des autres,,. Il mène des expériences sur des méthodes pratiques pour empêcher la rouille des surfaces de fer.

## Vie privée
Prinsep épouse Harriet Sophia Aubert, fille aînée du lieutenant-colonel Jérémie Aubert (petit-fils d'Alexander Aubert) de l'armée du Bengale et de sa femme Hannah, à la cathédrale de Calcutta le 25 avril 1835. Ils ont une fille Eliza en 1837 qui est le seul enfant à survivre.
Il est élu membre de l'American Philosophical Society en 1839.

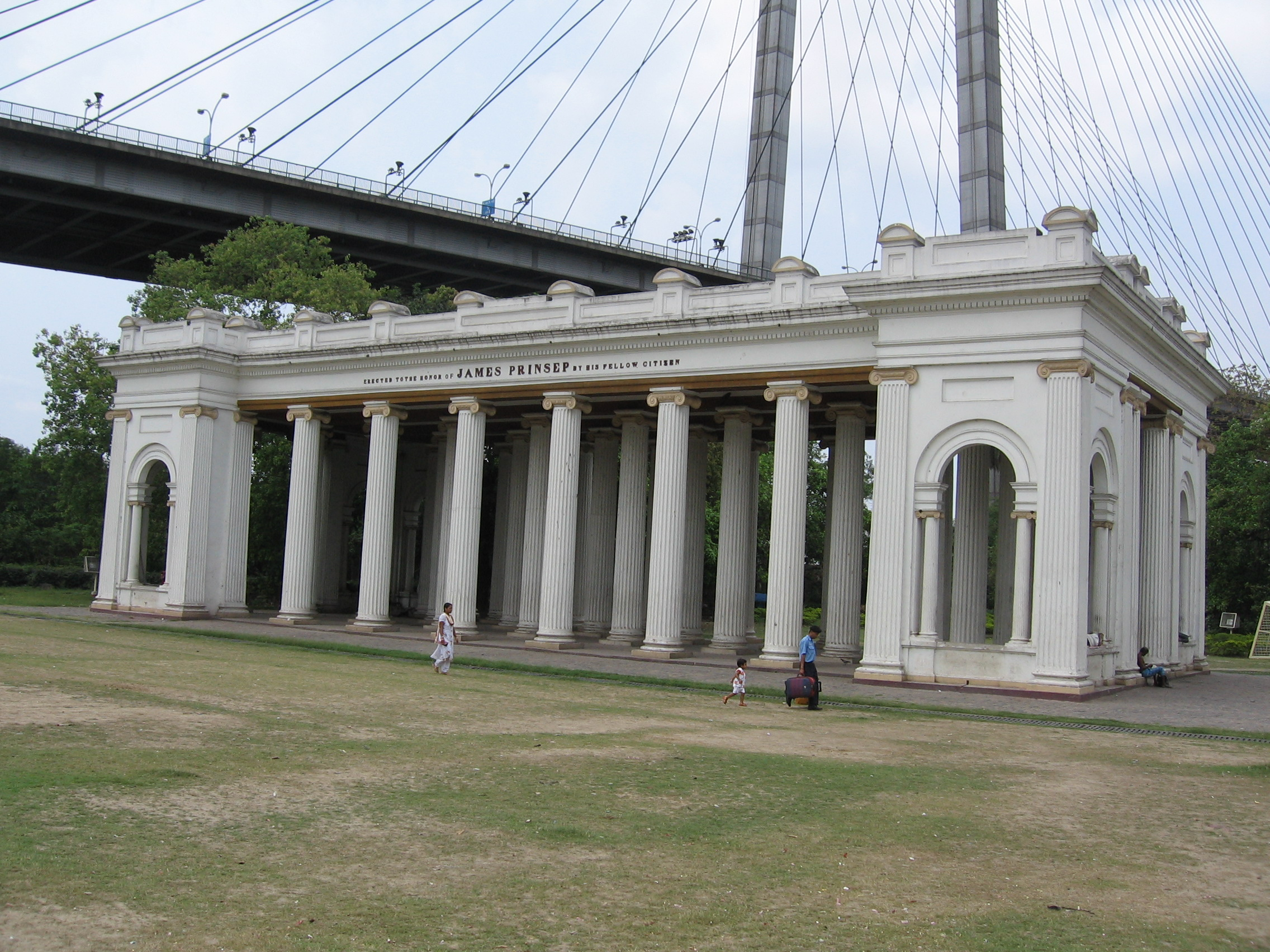
Prinsep Ghat à Calcutta (Calcutta).

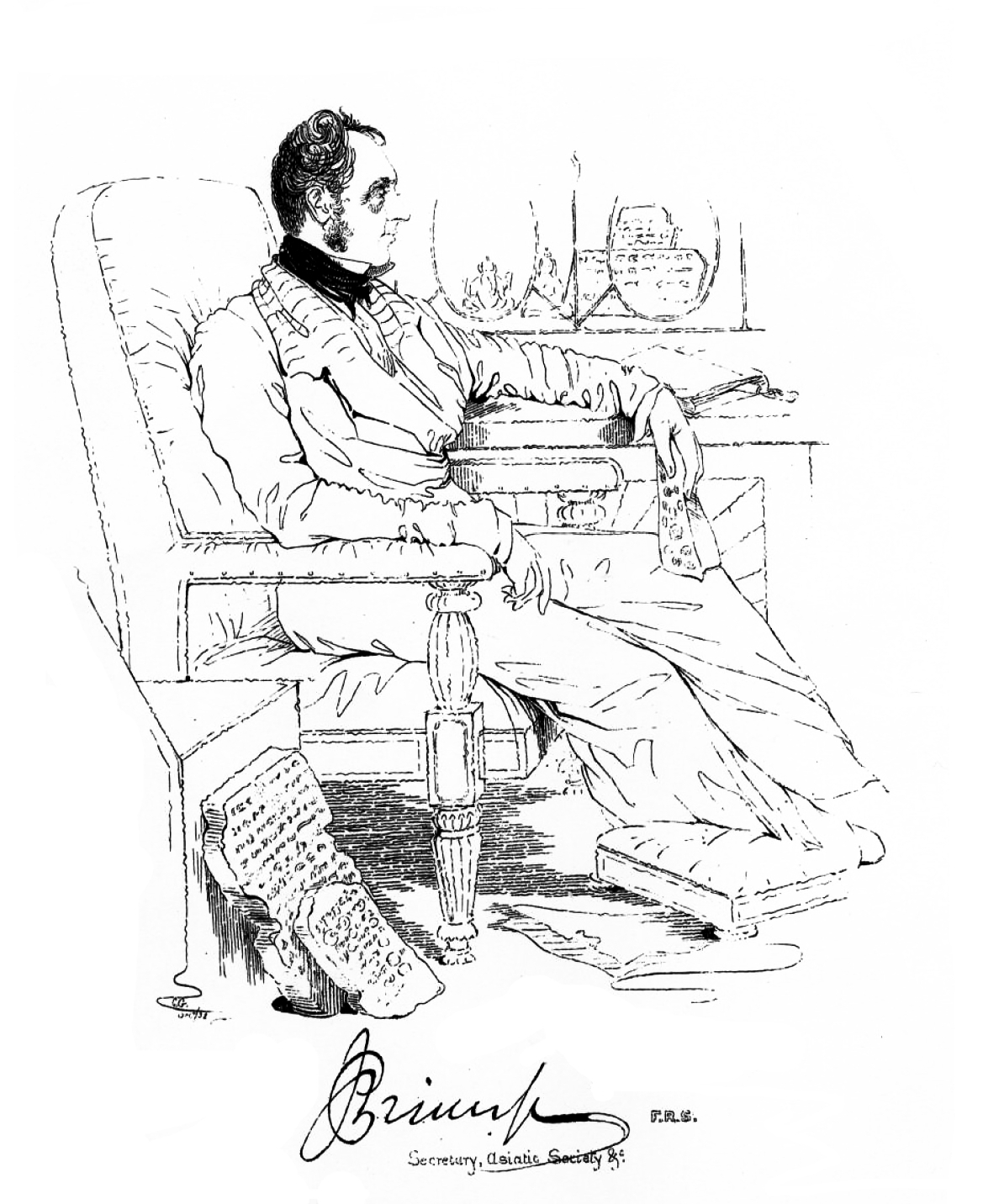
Portrait de Colesworthey Grant (vers 1838).

Prinsep s'est littéralement tué au travail. À partir de 1838, il commence à souffrir de maux de tête récurrents et de maladies. On pense initialement que cela est lié à une affection hépatique (bilieuse) et il est contraint de s'éloigner de ses études et part pour l'Angleterre en novembre 1838 à bord du Herefordshire. Il arrive en Angleterre en mauvaise santé et ne s'en est pas remis. Il meurt le 22 avril 1840 chez sa sœur Sophia Haldimand au 31 Belgrave Square d'une « Encéphalomalacie ». Un genre de plante, Prinsepia, est nommé en son honneur par le botaniste John Forbes Royle en 1839 en reconnaissance de son travail.
La nouvelle de sa mort parvient en Inde et plusieurs mémoriaux sont commandés. Un buste à l'Asiatic Society devait être réalisé par Francis Chantrey mais est terminé par Henry Weekes. Prinsep Ghat, un porche palladien sur la rive de la rivière Hooghly conçu par W. Fitzgerald en 1843, est érigé à sa mémoire par les citoyens de Calcutta ,. Une partie de sa collection originale de pièces de monnaie et d'objets anciens du sous-continent indien se trouve maintenant au British Museum de Londres.